# Bystrcká kotlina
Bystrcká kotlina je geomorfologický okrsek na jižní Moravě, v oblasti města Brna. Je součástí podcelku Lipovské vrchoviny, která je částí Bobravské vrchoviny.
Kotlina vznikla v brněnském masivu a je vyplněna miocenními a čtvrtohorními sedimenty. Tvoří sníženinu, kterou pod Brněnskou přehradou protéká řeka Svratka. Nejvyšším bodem je vrchol Mniší hory (333 m n. m.).
Většina území Bystrcké kotliny je urbanizovaná městem Brnem, konkrétně dolní (historickou) částí Bystrce a Kníničkami, na zbylé ploše kotliny se nachází především pole a zahrádky. Většinu masivu Mniší hory zabírá brněnská zoologická zahrada.